# ボリビアの鉄道

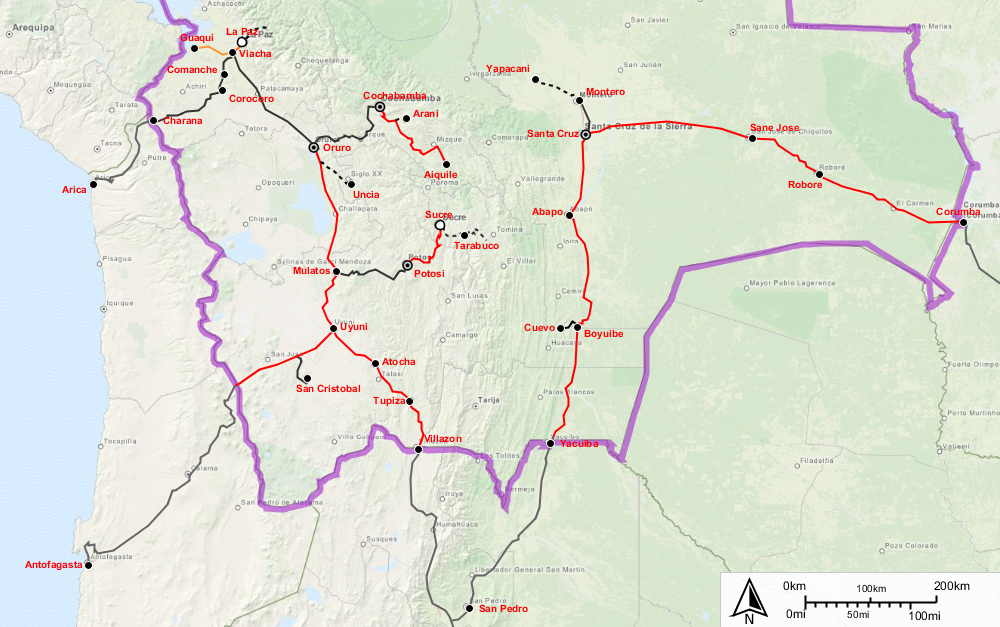
ボリビアの鉄道網 (interactive map)
━━━ 旅客輸送あり
━━━ 使用可能路線
·········· 使用不可または廃線（解体）

ボリビアの鉄道（ボリビアのてつどう）では、ボリビアの鉄道について記す。

## 軌間
ボリビアの鉄道の軌間は狭軌（メーターゲージ）である。

## 事業者
- Empresa Ferroviaria Andina S.A. (ドイツ語版)
- Empresa Ferroviaria Oriental S.A. (ドイツ語版)
- フェロカリル・デ・アントファガスタ・ア・ボリビア（英語版）

## 隣接国との鉄道接続状況
- アルゼンチン - 接続あり
- ブラジル - 接続あり
- パラグアイ - 接続なし
- チリ - 接続あり
- ペルー - チチカカ湖を鉄道連絡船で接続する（グアキ（英語版）～プーノ）。鉄道連絡船はペルーの標準軌とボリビアのメーターゲージの両方に対応した三線軌を備えている。